# Crómlech de Mendiluze
El cromlech de Mendiluze ( en euskera: Mendiluze Harrespila ) está cerca de Opacua cerca de Salvatierra, entre Vitoria y Pamplona, en la región del País Vasco de la provincia de Álava en España .
El crómlech de Mendiluze fue descubierto en 1983 en la sierra de Encia-Álava y excavado en 1984 por José Ignacio Vegas Aramburu. El círculo tiene un diámetro de unos 10,35 m y está formado por cuatro menhires de entre 3,2 y 1,2 m de altura y unas 75 piedras pequeñas. Se ha datado en torno al 750 a. C., en la Edad del Hierro . Se encontró una estructura diezmada similar a una cista rectangular de piedra que contenía huesos y restos incinerados de un cuerpo humano y ajuar funerario.